# Gustaf af Petersens
Gustaf Herman af Petersens, född 30 maj 1842 i Hällestads församling, Malmöhus län, död 7 augusti 1933 i Hedvig Eleonora församling, Stockholms stad, var en svensk vice häradshövding, bruksägare och ledamot av riksdagens första kammare.
Gustaf af Petersens var ägare till Sävsjöströms bruk i Lenhovda, Kronobergs län. Han sålde bruket 1913 för en summa av 2 150 000 kr till ab Brusafors-Hällefors.